# Frohnleiten
Frohnleiten är en stadskommun i det österrikiska förbundslandet Steiermark. Staden ligger i distriktet Graz-Umgebung i mellersta Steiermark vid floden Mur cirka 25 km norr om Graz.

## Kommunen och dess orter
Den nuvarande kommunen bildades 2015 vid en kommunreform i Steiermark genom en sammanslagning av kommunerna Frohnleiten, Röthelstein och Schrems bei Frohnleiten. Kommunen består av 24 orter (Ortschaften) (inom parentes invånarantal 1 januari 2024):

- Adriach (378)
- Badl (64)
- Brunnhof (96)
- Frohnleiten (3 216)
- Gams (154)
- Gamsgraben (30)
- Gschwendt (266)
- Hofamt (69)
- Kühau (43)
- Laas (90)
- Laufnitzdorf (309)
- Laufnitzgraben (0)
- Leutnant Günther-Siedlung (74)
- Maria Ebenort (94)
- Peugen (42)
- Pfannberg (59)
- Rothleiten (338)
- Röthelstein (196)
- Schrauding (89)
- Schrems (301)
- Schönau (332)
- Ungersdorf (62)
- Vordere Gams (186)
- Wannersdorf (180)

## Historia
Frohnleiten grundades 1276. Stiftelsebrevet brann troligen upp i den stora branden år 1400. Ytterligare bränder och översvämningar drabbade staden de närmaste århundradena. 1809 ockuperades staden av franska trupper och brändes ner. Den ekonomiska utvecklingen under 1900-talet tog fart när pappersfabriken Carl Schweizer byggdes år 1900. 2003 fick Frohnleiten stadstiteln.

## Stadsbild
Frohnleiten ligger vid den branta Murstranden. Husen står i rader ovanför varandra vid stranden. Centrumet bildas av ett gatutorg med gammal prägel vilket domineras av Servitkyrkan.

## Kommunikationer
Frohnleiten ligger vid Sydbanan. Vid Frohnleiten ansluter också riksvägen B64 från Weiz till motortrafikleden S36 från Graz till Bruck an der Mur.

## Vänorter
- Schnaittach, Tyskland.